# Burchardshof
Burchardshof ist ein Wohnplatz im Ortsteil Wendemark der Gemeinde Altmärkische Wische im Landkreis Stendal in Sachsen-Anhalt.

## Geographie
Der Burchardshof, ein Hof in der Wische, liegt etwa 1½ Kilometer nordöstlich von Wendemark und 3 Kilometer nordwestlich der Stadt Werben (Elbe) an der Wendemarker Wässerung, die unweit des westlichen Elbufers nahe dem Nachbarort Neu Goldbeck beginnt. Im Süden liegt der Elendshof.

## Geschichte
Der Hof ist auf älteren Karten eingezeichnet, aber nicht beschriftet. Im nicht öffentlichen Ortsteilverzeichnis von 2006 ist Burchardshof genannt, so wie auch in späteren Ausgaben. Die erste Nennung konnte noch nicht ermittelt werden.